# Croton scoriarum
Croton scoriarum är en törelväxtart som beskrevs av Jacques Désiré Leandri. Croton scoriarum ingår i släktet Croton och familjen törelväxter. Inga underarter finns listade i Catalogue of Life.